# باشگاه ورزشی کیتچی
باشگاه ورزشی کیتچی (چینی: 傑志體育會; چینی: Jiézhì tǐyù huì) یک باشگاه ورزشی در کاولون است -که در فوتبال بهتر شناخته می‌شود- ، در کشور هنگ کنگ می‌باشد که در لیگ برتر فوتبال هنگ کنگ بازی می‌کند. این باشگاه در سال ۱۹۳۱ تأسیس شد. در حال حاضر این تیم در ورزشگاه مونگ کوک تمرین و مسابقاتش را برگزار می‌کند. شیرزاد تمیروف 
در این باشگاه بازی میکند.